# Моріо сомалійський
Мо́ріо сомалійський (Onychognathus blythii) — вид горобцеподібних птахів родини шпакових (Sturnidae). Мешкає в Східній Африці. Вид названий на честь англійського зоолога Едварда Бліта.

## Опис
Довжина птаха становить 28 см, вага 100 г. Забарвлення переважно синювато-чорне з металевим відблиском, махові пера рудувато-коричневі. Самиці є дещо тьмянішими за самців, голова і груди у них попелясто-сірі. Очі червонувато-карі, дзьоб і лапи чорні.

## Поширення і екологія
Сомалійські моріо мешкають в Ефіопії, Еритреї, Сомалі, Джибуті та на острові Сокотра. Вони живуть у сухих і високогірних чагарникових заростях, на високогірних луках та серед скель.